# Theodor Kotulla
Theodor Kotulla (* 20. August 1928 in Królewska Huta (Königshütte O/S.), heute Chorzów, Polen; † 20. Oktober 2001 in München) war ein deutscher Regisseur und Drehbuchautor.

## Leben und Wirken
Im Jahr 1946 ging der Sohn eines Organisten in die von den Westalliierten besetzten Zonen Deutschlands. Ohne Abschluss studierte er als im Bergbau arbeitender Werkstudent Publizistik, Germanistik und Philosophie an der Westfälischen Wilhelms-Universität in Münster. Nach der Gründung der Bundesrepublik Deutschland schrieb er seit 1952 Film- und Literaturkritiken, unter anderem 1957 bis 1968 für die Zeitschrift Filmkritik.
1962 schrieb er sein erstes Drehbuch für den Fernsehfilm Der 18. Geburtstag. Fünf Jahre später drehte er mit Zum Beispiel Bresson seinen ersten Film. Für diese Dokumentation erhielt er den Bundesfilmpreis. Mit Bis zum Happy-End gab er 1968 sein Debüt als Spielfilmregisseur. Für den Kurzfilm Vor dem Feind aus dem gleichen Jahr wurde er erneut mit dem Bundesfilmpreis ausgezeichnet. In seinem wichtigsten Film Aus einem deutschen Leben rekonstruierte er den Lebenslauf von Rudolf Höss, dem Kommandanten des KZ Auschwitz.

## Filmografie (Auswahl)
- 1967: Zum Beispiel Bresson
- 1968: Vor dem Feind
- 1968: Bis zum Happy-End
- 1972: Ohne Nachsicht
- 1977: Aus einem deutschen Leben
- 1981: Der Fall Maurizius (5-teiliger Fernsehfilm)
- 1988: Tatort: Einzelhaft (mit Götz George in der Rolle des Kommissars Horst Schimanski)
- 1988: Der Angriff
- 1991: Von Gewalt keine Rede (Fernsehfilm)
- 1994: Tod auf Halde (Fernsehfilm)
- 1994: Nacht der Frauen (Mini-Serie in drei Teilen)
- 1995: Grenzgänger